# Lussac (Charente Marittima)
Lussac è un comune francese di 53 abitanti situato nel dipartimento della Charente Marittima nella regione della Nuova Aquitania.

## Società

### Evoluzione demografica
Abitanti censiti